# Глєбови
Глєбові — кілька дворянських родів .
Рід Глєбових від Сорокоумів внесений до Оксамитову книгу .
Ім'я Гліб, від якого відбуваються багато топоніми і згадки в історичних документах, як Глєбові, є найдавнішому на Русі і згадувалися в літописах: в м. Глєбов убитий тисяцький Андрій Глєбов (1155), є згадки про Глібових і в іноземній хроніці, литовський посол до великого князя московського пан Станіслав Глєбов (1493 і 1509), але говорити про них, як про осіб дали початок прізвища не доводиться .
У великому Рязанському князівстві, до приєднання його до московського князівства (1521), записаний рід рязанських бояр Глєбових .
Є кілька прізвищ імені Глібові, з них дві належать до найдавніших столбовому дворянству :
1. Глібові, потомство касожского князя Редегі, убитого в 1022 році князем Мстиславом Володимировичем Тмутараканским (Герб. Частина VII. № 8). Рід вписаний в Оксамитову книгу .
2. Глібові, потомство прибув до Росії з Швеції 1375 року нікого Облагіні (Герб. Частина V. № 27.). Сюди належать і Глєбової-Стрешнєва (Герб. Частина VII. № 9)[6][4] .

Обидва роду записані в VI частини родовідних книг Московської, Тульської, Ярославської, Орловської і Пензенської губерній.
У списку власників маєтків в 1699 році, зустрічається 20 Глібових, різного походження.
У Гербовник внесений і дворянський рід Глебовські (Герб. Частина V. № 108).

## Глєбові потомки Редегі
Великий князь Тмутараканський Мстислав Володимирович, син великого князя Володимира Святославовича, який хрестив Руську землю, 1022 року побудови Касожского князя Редегі (Редедю), взяв все його маєтку і на касогами наклав данину. Діти князя Редегі, названих по хрещенню Юрієм і Романом, перебували в службі при великому князі. Від Юрія Редегіча рід не пішов. Роман одружився з дочкою князя Мстислава Володимировича. Правнук Романа Редегіча, Михайло Юрійович Сорокоумов, мав 5 синів, в тому числі і сина Гліба Михайловича Сорокоумов, від якого пішли Глібові. Діти їх писалися вже не Сорокоумова, а Глібові .
- Глєбов-визвірився Іван Васильович — окольничий (1486).
- Глєбов-Бобер Дмитро Васильович — окольничий великого князя Василя Темного .
- Глєбов Назар Семенович — воєвода.
- Глєбов Іван Дмитрович — постільничий при Івані III Великому .
- Глєбов Казарін Олексійович — постільничий (1532 р).

При подачі документів (23 травня 1686) для внесення роду в Оксамитову книгу, була подана об'єднана родовід розпис Глібових, Астаф'єва, Теряево і Обедових. Указ про внесення пологів в Оксамитову книгу родоводів походять від Редегі, був підписаний (10 червня 1687) і історики-генеалоги зараховують до нього наступні роду, які є спорідненими: Кокошкін, Колтівський, Лаптєва, Чевкін, Лопухіни і світлий князь Лопухін, Лупандін, Векентьеви . Обедови, Астафьеви, Теряево, Бірдюкови-Зайцеви, Єлізарова-Гусєв, Белеутови.
Більш детально з історією роду можна познайомитися на сторінці Сорокоумова-Глібові .

## Глєбові нащадки Облагині
Рід Глєбових походить від виїхавшого (тисяча триста сімдесят п'ять) до великого князя Дмитра Івановича Донського з Фряжскої держави чоловіка чесна ім'ям Облагіні. Праправнук Облагіні, Гаврило Севаст'янович (Мартем'янович) мав правнука Гліба Івановича від нього пішли Глібові. Представники цього роду:
- Глєбов Семен Матвійович — Мещовского дворянин, брав участь в обранні царя Михайла Федоровича .
- Глєбов Степан — майор Преображенського полку, страчений за велінням Петра I (1718).
- Глєбов Михайло Іванович — окольничий за Петра I.
- Глєбов Іван Федорович — генерал-аншеф, кавалер ордена Святого Андрія Первозванного (пом. 1774).
- Глєбов Петро Олексійович — поручик С-Петербурзького гренадерського полку, убитий в битві при Берген в Голландії (1799).
- Глєбов Федір Іванович — одружився у другому шлюбі на Єлизавети Петрівни Стрешневой, двоюрідній сестрі Івана Миколайовича Стрешнева, останнього в знаменитому роді Стрешнєва .
- Глєбов Михайло Петрович — ротмістр кінної гвардії, убитий в битві з кавказькими горцями (1847)[6] .

При подачі документів для внесення в Оксамитову книгу (24 грудня 1685) була надана спільний розпис Глєбових і Яковльових . Цей рід в Оксамитову книгу включений не був.
Від Облагіні пішли такі роду: Глєбови і Глєбової-Стрешнєва, Захар'їни, Адодурови, Ладиженський і князі Ромодановський -Лодиженскіе, Шепелєва, Нестероваи, Новосильцеви і граф Н. Н. Новосильцев, Чепчугова, Клементьєва .

## Глєбови-Стрешнєви
Найвищим указом від 19 квітня 1803 року вдові генерал-аншефа Єлизавети Петрівни Глєбової, уродженої Стрешневой, і її синам Петру та Дмитро Федорович дозволено приєднати прізвище Стрешнєва і іменуватися Глєбової-Стрешнєва і вживати з'єднаний герб двох родів :
- Іван Федорович Глєбов (1707—1774) — генерал-аншеф при Петрові III, отримав від Катерини II орден Андрія Первозванного .
  - Федір Іванович Глєбов (1734—1799), генерал-аншеф і сенатор, був одружений зі статс-дамою Єлизавети Петрівни, останньою представницею славного роду Стрешнєва (з якого походила мати царя Олексія Михайловича).
    - Синам цієї пари Петру Федоровичу і Дмитру Федоровичу було дозволено 19 квітня 1803 року іменуватися Глівими-Стрешнєвими.

- Бездітному синові Петра Федоровича, полковнику Федору Петровичу, в 1864 році було дозволено передати прізвище та герб чоловікові своєї племінниці Євгенії Федорівни, ротмістра князю Михайлу Валентиновичу Шаховскому, з тим, щоб один старший в роді іменувався князем Шаховським-Глєбовим-Стрешнєва.

З дворянського роду Глібових відбувався також актор П. П. Глєбов, Який виконав роль Григорія Мелехова в класичній кіноверсії " Тихого Дону ".

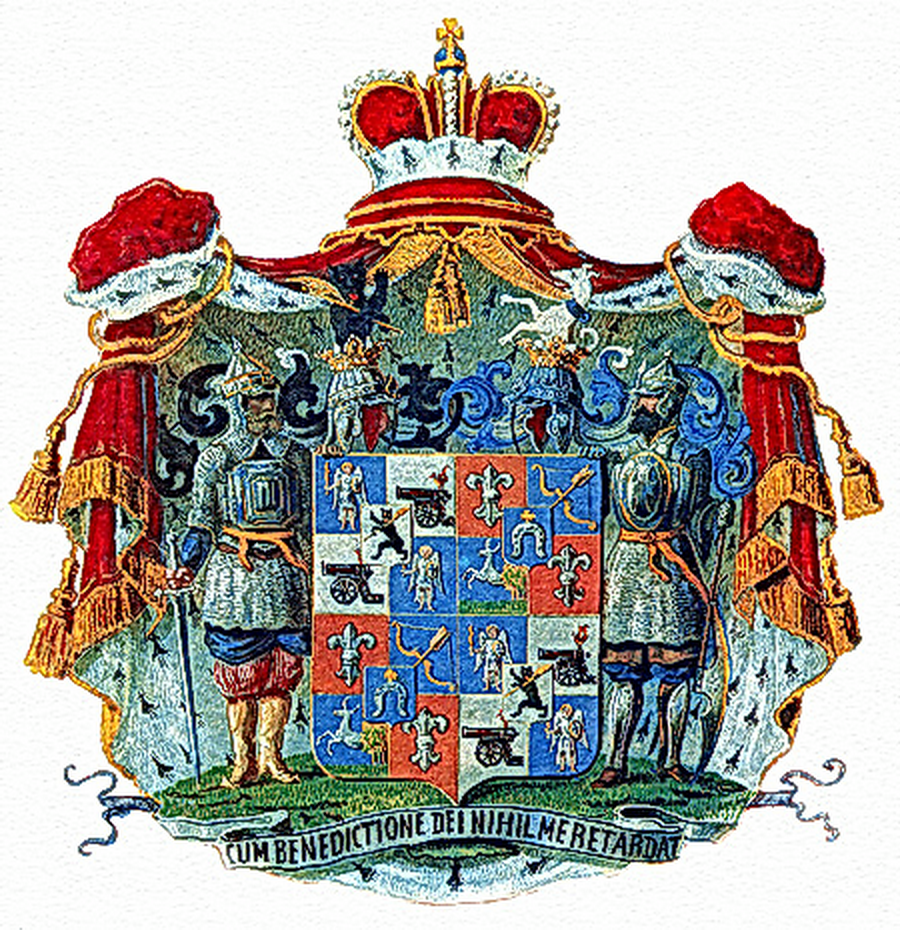
Герб Шаховських-Глєбових-Стрешнєвих (ОГ XII, 11)

## Опис гербів

#### Герб Глєбових 1785р.
У Гербовника Анісімов Титовича Князєва 1785 року є зображення печатки з гербом нащадка Облагіні генерал-кригс-комісара, кавалера ордена Святого Олександра Невського Олександра Івановича Глібова: срібне поле щита розділене вертикально на дві частини. У правій частині, що виростають із зеленої землі три зелених ж дерева. У лівій частині, що вистрибує вліво, наполовину, білий олень із золотими рогами. Щит прикрашений коронованим дворянським шоломом з шийним клейнодом . Нашоломник: наполовину, вистрибує вліво білий олень із золотими рогами. Щитотримачі: білий олень із золотими рогами, мордою повернений в право. Колірна гамма намету не визначена. Навколо щита орденська стрічка з двома орденськими хрестами .

#### Герб. Частина V. №27.
Герб потомства чоловіка чесна Облагині: щит розділений на чотири частини, з яких в першій і четвертій частинах в червоному полі зображено по одній срібній лілії. У другій частині в блакитному полі хрестоподібно покладені золотий лук і стріла. У третій частині в блакитному полі знаходиться олень, що біжить з лісу в праву сторону. Щит увінчаний звичайним дворянським шоломом з дворянської на ньому короною. Намет на щиті блакитного і червоного кольорів, підкладений золотом .
Герб потомства Касогского князя Редегі: в щиті, що має блакитне поле, видно що вилітає з хмари в праву сторону срібний Пегас, у якого між копит зображені сім золотих шестикутних зірок. Щит увінчаний дворянським шоломом і короною. Намет на щиті блакитний, підкладений сріблом. Щитотримачі: два крилатих Пегаса .

#### Герб. Частина XII. №11.
Герб Шаховських-Глєбових-Стрешнєвих: щит четверочастний, в першій і четвертій частинах герб князів Шаховський. Поле, розділене на чотири частини, має в середині малий срібний щиток, в якому зображений чорний ведмідь стоїть на задніх лапах із золотою сокирою на плечі. У першому і четвертому блакитному полі ангел в сребротканой одязі, який має полум'яний меч і срібний щит. У другому і третьому срібному полі означена чорна гармата на золотом лафеті, з колесами в золотій оправі, на ній сидить райський птах. У другій і третій частині герб Глібових. Поле, розділене на чотири частини, має в середині малий Лазурний щиток. У першій і четвертій частинах в червоному полі зображено по одній срібній лілії, у другій частині в блакитному полі хрестоподібно покладені золотий лук і стріла, в третій частині в блакитному ж поле знаходиться срібний олень з червленими очима і мовою біжить з золотого лісу в праву сторону. У малому блакитному щитку герб Стрешнєва: срібна підкова і над нею золотий рівнокінцевого хрест. Щит увінчаний двома коронованими шоломами. Перший княжий срібний із золотими прикрасами, другий дворянський сталевий з срібними прикрасами. Нашлемники — першого — стоїть ведмідь, голова якого звернена до глядача, тримає в правій лапі золоту сокиру, другого — стоїть срібна хорт з червленими очима і мовою і лазуревим нашийником. Щитотримачі: два варяга, перший тримає опущений меч, другий опущений бердиш. Герб прикрашений червені, підбитим горностаєм мантією з золотими китицями і бахромою і увінчаний князівською короною. Девіз: «CUM BENEDICTIONE DEI NIHIL MERETARDAT» (Ніщо не змусить мене повернути назад) чорними літерами на срібній стрічці . 

#### Малоросійський герб Глєбових
Герб потомства Никифора Глєбова, виборного козака і його онука військового товариша (1782) Сави Яковича Глєбова: в блакитному полі щита озброєна мечем рука вліво (змінений польський герб Погоня). Нашоломник: три страусових пера .
Геральдика
Герб Глєбових містить емблеми (французькі лілії і оленя, що вибігає з лісу), якими користувалися сім'ї, що походили від чоловіка чесна Облагіні, нібито виїхав з Франції на службу до великого князя московського Дмитра Івановича Донського. Ідентичний герб Глєбових 1785 роки (включаючи Щитотримачі і нашлемник) знаходиться на суперекслібрісом генерал-майора Сергія Івановича Глєбова (1736—1786). Відомий також з'єднаний герб Глєбових і князів Долгоруких, зображений на князівської мантії з відповідною на ній короною, в якому використаний варіант герба Глібових, схожий з затвердженим четверочастний. Він приписується Ганні Володимирівні Глєбової, уродженої княжни Долгорукової, яка померла 1759 р
Найвища затвердженого 12 жовтня 1864 року думкою Державної ради відставному підполковнику Федору Петровичу Глєбову-Стрешнєву дозволено передати своє прізвище і герб чоловікові племінниці, ротмістра Кавалергардського полку князю Михайлу Валентиновичу Шаховскому, якому іменуватися князем Шаховським-Глєбовим-Стрешнєва. Дружина князя М. В. Шаховського, княгиня Євгенія Федорівна, користувалася скороченим варіантом прізвища — Шаховська-Стрешнева і вживала друк з незатвердженим гербом, в якому італійський (овальний) щит був розсічений, в правому полі розташовувався герб Стрешнєва, а в лівому ведмідь з сокирою на плечі з герба Шаховських .

## Відомі представники
Глєбові, невідомо до якої з прізвищ Глєбових вони належали:
- Глєбов Іван Іванович — воєвода.
- Глібові: Назарій Семенович, Михайло Назарьевіч, Вебех Семенович, Василь Вебехов — дворові діти боярські по Рязані (+1550)[12] .
- Глєбов Семен Матвійович — воєвода в Коломиї (1608), в Нижньому Новгороді (1613—1614).
- Глєбов Семен Федорович — воєвода в Перемишлі (1615), в Царицині (1626).
- Глєбов Мойсей Федорович — воєвода на Двіні (1613—1616), в Бурштині містечку (1619), в Пскові (1624—1626), в Новгороді-Великому (1628—1630).
- Глєбов Андрій Володимирович — московський дворянин (1627—1640).
- Глєбов Григорій Семенович — стольник патріарха Філарета (1627—1636), стольник (1640—1658).
- Глєбов Богдан Матвійович — ясельничий (1627—1629).
- Глєбов Полікарп Матвійович — воєвода.
- Глєбов Матвій Богданович — стольник, воєвода в Якутську (1639—1644).
- Глєбов Федір Богданович — воєвода в Могильові (1655—1656).
- Глєбов Михайло Іванович — стольник, воєвода в Царицині (до 1671 і в 1674), В Саратові (1674—1676), в Тобольську (1678—1679), в Царицині (1682—1683).
- Глєбов Микита Данилович — стольник, воєвода в Олонце (1685—1686).
- Глєбов Богдан Данилович — стольник, воєвода в Тобольську (1686—1689).
- Глєбов Степан Богданович — стольник цариці Параски Федорівни (1686—1692).
- Глєбов Василь Михайлович — стольник (одна тисяча шістсот вісімдесят шість), кімнатний стольник царя Петра I Олексійовича (1692).
- Глібові: Федір Михайлович, Микита і Яків Микитичі — стольники цариці Параски Федорівни (1692).
- Глєбов Богдан — воєвода в Енисейске (тисячі шістсот дев'яносто сім)[13][14] .
- Глєбов Федір Микитович — генерал-майор, сподвижник Петра I.
- Глєбов Андрій Савич — генерал-майор, кавалер ордена Святого Георгія 3-го ступеня за Лейпциг (1813)[6] .
- Глєбов Федір Богданович — московський дворянин, стольник і воєвода.
- Глєбов Порфирій Миколайович — генерал-лейтенант, російський військовий історик.

## Маєтки
- Генерал-аншеф Ф. І. Глєбов вибудував неподалік від Торжка знамениту садибу Знаменське-Райок .
- Його брат Павло Іванович, похований під Великим собором Донського монастиря, побудував в Підмосков'ї садибу Нагорнова .
- Садиба Покровське успадкована Глєбової-Стрешнєва по жіночій лінії від згаслого боярського роду Стрешнєва.
- Московська садиба Глібових на Молчановке[15] була побудована після пожежі 1812 дійсним статським радником П. І. Глєбовим, знайомим сім'ї Пушкіних, хрещеним батьком їх третього сина Льва, який народився 9 квітня 1805 року[16] . Знесена в 1960-і роки. На її місці — сквер між будинком 18 по Великій Молчановке і дворової частиною посольства Бельгії .
- Міська садиба Глєбових-Стрешнєва на Великій Нікітській нині зайнята театром Гелікон-Опера .